# Ridha Rouatbi
Ridha Rouatbi (en árabe: رضا الرواتبي‎; Sousse, protectorado francés de Túnez, 7 de febrero de 1938) es un exfutbolista de Túnez que jugó en la posición de defensa.

## Carrera

### Club
| Periodo   | Club            | Apariciones | Goles |
| --------- | --------------- | ----------- | ----- |
| 1955-1961 | Étoile du Sahel | 123         | 1     |
| 1961-1962 | Stade Soussien  | 25          | 1     |
| 1962-1967 | Étoile du Sahel | 61          | 0     |

### Selección nacional
Jugó para Túnez en 35 ocasiones de 1959 a 1963, participó en los Juegos Olímpicos de Roma 1960 y en la Copa Africana de Naciones 1962.

## Logros

### Club
- CLP-1 (2): 1959, 1963
- Copa de Túnez (2): 1959, 1963

### Selección nacional
- Copa de Naciones Árabe (1): 1963